# 堤雪峰
堤 雪峰（つつみ せっぽう、生没年不詳）は江戸時代の堤派の絵師。

## 来歴
堤等琳の門人。神田大工町に住んでいた。堤氏を称し、孫二1世を名乗る。俗に雉子定といい、主に文化期に活躍した。一説には堤等琳 (2代目) の男で、父に絵を学んだともいわれる。